# 髮草角
60°41′S 45°38′W / 60.683°S 45.633°W
髮草角（英語：Deschampsia Point），是南極洲的海岬，位於南奧克尼群島的西格尼島西北部，處於斯平德里弗特岩東北面0.6公里，在1991年由英國南極名稱諮詢委員命名，現時由南極條約體系管理。